# How to Stop a Motor Car
How to Stop a Motor Car er en britisk stumfilm fra 1902 af Percy Stow.